# Сенюк, Ольга
Ольга Сенюк (род. 23 января 1991) — азербайджанский стрелок из лука украинского происхождения, участница Европейских игр 2015 года в Баку, член сборной Азербайджана по стрельбе из лука. Представляла Азербайджан на летних Олимпийских играх 2016 в Рио-де-Жанейро.

## Биография
Ольга Сенюк родилась 23 января 1991 года.
В июле 2014 года в составе сборной Азербайджана принимала участие на чемпионате Европы в городе Эчмиадзине в Армении.
В 2015 году на первых Европейских играх в Баку в рамках 1/16 финала турнира по стрельбе из лука проиграла чемпионке мира Мае Ягер из Дании, которая в свою очередь пробилась в финал и завоевала серебряную медаль.
Заняв в мае 2016 года третье место на квалификационном турнире в английском Ноттингеме, Ольга Сенюк получила путёвку на летние Олимпийские игры 2016 в Рио-де-Жанейро. Таким образом Ольга Сенюк впервые в истории представила Азербайджан на Олимпийских играх в стрельбе из лука.